# Jan Rusnok
Jan Rusnok (28. srpna 1927, Nýdek – 11. dubna 2003, Český Těšín) byl redaktor, kulturně-společenský činitel, publicista, úředník a regionální historik působící na Těšínském Slezsku.

## Životopis
Jan Rusnok absolvoval Vysokou školu politických a společenských věd v Praze. Pracoval ve státní administrativě ve Frýdku-Místku a Českém Těšíně jako úředník. Od začátku padesátých let 20. století byl aktivním členem hlavního výboru Polského kulturně-osvětového svazu v Československu (PZKO). Spolu se Stanislavem Zahradníkem založil historickou sekci u hlavního výboru PZKO, nyní Sekce dějin regionu. V období od roku 1964 do 1970 byl šéfredaktorem měsíčníku Zwrot. V důsledku svých postojů v roce 1968 byl odvolán z funkce šéfredaktora Zwrotu. Jako jediný z tehdy perzekvovaných členů hlavního výboru PZKO musel nastoupit do dělnické profese při obsluze jeřábu v koksovně Třineckých železáren. Zde pracoval až do odchodu do důchodu v roce 1987.
Po změně společenského zřízení, v roce 1990 je opět jmenován do funkce šéfredaktora Zwrotu. Byl aktivním členem Rady Poláků. Jelikož řadě funkcionářů PZKO se tato skutečnost nelíbila, byl Rusnok v roce 1992 donucen k rezignaci ze všech funkcí a odešel do ústraní. V poledních pěti letech života bojoval se zákeřnou chorobou. Zemřel 11. dubna 2003 v Českém Těšíně.

## Mediální a veřejná činnost
Rusnok skrze své dílo obohatil rozsah historických poznatků o těšínském Slezsku. Je autorem mnoha článků, publikací a materiálů, které jsou publikovány v řadě publikací v České republice a Polsku. Mezi jinými se jedná o Zaranie Śląskie (ZŚ), Poglądy (P), Głos Ludu, Zwrocie (Z), Kalendarz Beskidzki (KB), Śląski kalendář (KŚ) a Cieszyński kalendář (KC). Publikované texty, články a fejetony podepisoval svým jménem a příjmením, pouze v období, kdy měl zákaz publikovat (1970 – 1989) podepisoval své články jménem manželky, dcery nebo firmou Stanisława Zahradnika.

### Výběr publikací
- Pod Czantorią - gawędy o ziemi rodzinnej - Wyd. 1. - Katowice : Śląsk, 1984. - 188 s. ISBN 83-216-0439-0. – zbiór reportaży o miejscowościach zaolziańskich zamieszkałych przez Polaków
- Czeski Cieszyn - główny ośrodek społeczno-kulturalny Polaków w Czechosłowacji, Ćesky Teśin, Profil, Ostrawa 1973 (2 0 1 -2 2 4s.)
- Załoga hutytrzynieckiej (1839-1913), Polska klasa robotnicza tom VIII, wyd. PW N, Warszwa 1978 (7 2 -1 0 4 s.)
- Zaolziańskie śpiewactwo,Śpiewak Śląski, Katowice 1(274)/1990 (14-16s.)
- Polska a Czechy, Słowo, kwartalnik nr 18,Berlin 1992 (s.3 4 -3 9 )
- Ruch oporu w powiecie cieszyńskim, ZG PZK O , SH R Czeski C ieszyn 1993 (2 1 -4 0 s.)
- Żwirkowisko (50-lecie tragedii Cierlickiej), KB 1982 (6 7 - 72)
- Równość (pierwsze pismo socjalistyczne na Śląsku), KB 1987 (9 3 -9 6)
- Encyklopedia Polonii zaolziańskiej, KŚ T R Z Z 1970 (111 -1 1 5 )
- Życie kulturalne ludności polskiej w Czechosłowacji, KŚ T R Z Z 1971 (137 -1 4 0 )
- Autor słynnego pamiętnika (Jan Kubisz), KB 1989 (8 7 -9 2 )
- Gustawa Morcinka powrót do Karwiny, Tygodnik Kulturalny, 17 X II 1978, rok XXII, 1123 n r51
- O właściwą postawę narodową, KŚ 1967 (4 0 -4 3
- Poseł z Mistrzowic (Jerzy Cienciała), KŚ 1984 (141-147)
- Zaolziańscy dysydenci, K C 1994 (9 5 -9 9 )
- Apeluję o tolerancję, Z 2/1991 (1)
- Kongres Polaków, Z 3/1991 (1
- Wilhelm Szewczyk, Z 1/1991 (16-17
- Życiorysu zazdrościli mu nawet przyjaciele (H.Jasiczek), KC 1986 (151-158)
- Ziemia rodzinna Gustawa Morcinka, P 24/1973 (4 -6 )
- Okupacja hitlerowska na Zaolziu, P 21/1980 (6 -8 )
- O naszym nauczycielstwie, Z 3/1969 (2 -4 )